# Diaptomus stagnalis
Diaptomus stagnalis är en kräftdjursart som beskrevs av Forbes. Diaptomus stagnalis ingår i släktet Diaptomus och familjen Diaptomidae. Inga underarter finns listade i Catalogue of Life.